# 전주제일고등학교
전주제일고등학교(全州第一高等學校)는 대한민국 전북특별자치도 전주시 완산구 남노송동에 위치한 공립 고등학교이다.

## 학교 연혁
- 1937년 3월 17일 : 전주공립 중학교로 설립인가 (수업연한 5년, 10학급)
- 1937년 4월 19일 : 전주공립중학교 개교
- 1951년 9월 1일 : 전주상업고등학교 수업연한 3년, 12학급으로 개칭 분리
- 1970년 1월 20일 : 전주남중, 전주상업고등학교 분리
- 2002년 9월 1일 : 전주제일고등학교로 교명 변경
- 2002년 10월 7일 : 학칙개정(정보처리과 3, 인터넷정보과 3, 컴퓨터그래픽과 3)
- 2005년 8월 25일 : 일반계 보통과로 학과개편 승인
- 2009년 8월 4일 : 2010학년도 과학, 수학 교과교실제 운영학교 선정
- 2009년 9월 22일 : 교사 리모델링 및 교실 증축(18개실) (2,307m²) 준공
- 2009년 11월 11일 : 급식소 개축 및 기숙사 준공 (2,322m²)
- 2010년 1월 15일 : 2010학년도 연구학교 지정(교과교실제 B-1형 3년연구)
- 2021년 9월 1일 : 제31대 한문수 교장 부임
- 2024년 2월 6일 : 제81회 졸업식(250명 졸업, 총인원 27,062명)

## 참고 자료
- 전주제일고등학교 - 한국교육학술정보원 학교알리미